# لورنس إي. بيترسون
لورنس إي. بيترسون (بالإنجليزية: Laurence E. Peterson)‏ هو عالم فلك أمريكي، ولد في 26 يوليو 1931 في Grantsburg (town), Wisconsin ‏ في الولايات المتحدة.